# Information mobile

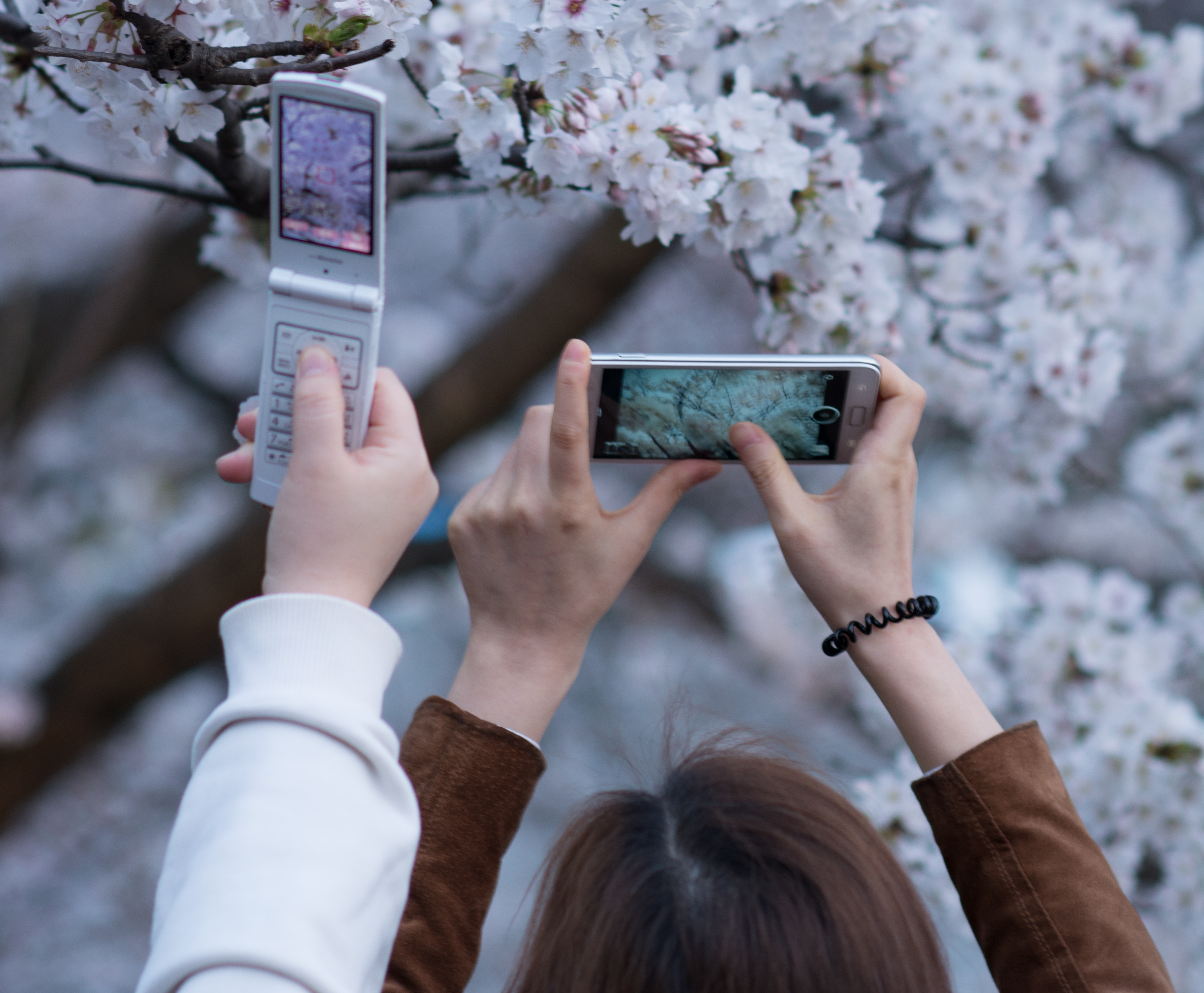
Visionner et/ou recueillir des informations sur un téléphone mobile.

L'information mobile désigne à la fois la diffusion et la création d'informations à l'aide de dispositifs mobiles.

## Diffusion d'informations sur mobile
Aujourd'hui, la diffusion d'informations sur mobile peut se faire par SMS, par des applications spécialisées ou en utilisant des versions mobiles de sites web de médias. Selon une récente étude de marché réalisée dans six pays (France, Allemagne, Italie, Espagne, Royaume-Uni et États-Unis), 16,9 % des consommateurs accèdent aux actualités et aux informations via des appareils mobiles, que ce soit par un navigateur, une application téléchargée ou des alertes SMS.
La demande de diffusion de nouvelles sur mobile augmente rapidement, avec une croissance de 107 % de l'accès quotidien aux nouvelles sur mobile au cours de la seule année dernière. Par exemple, le site mobile du New York Times a enregistré 19 millions de vues en mai 2008, contre 500 000 en janvier 2007.
Le 18 juillet 2011, Time Warner a annoncé que les reportages de CNN et de Headline News seront diffusés en direct sur Internet et que les gens pourront les consulter sur leur ordinateur portable, leur smartphone ou leur tablette s'ils sont abonnés à certains services de télévision payants.
Depuis 2014, de nombreuses sociétés de médias ont lancé leur application mobile native, notamment Newsdash, afin d'engager les utilisateurs mondiaux en leur fournissant des nouvelles rapides et courtes de leur choix[réf. nécessaire].

## Création d'actualités mobiles
Les nouvelles mobiles peuvent également mettre le pouvoir des nouvelles de dernière minute entre les mains de petites communautés et faciliter un bien meilleur échange d'informations entre les utilisateurs en raison de la facilité d'utilisation des téléphones mobiles par rapport aux médias conventionnels tels que la radio, la télévision ou les journaux, bien que les questions de qualité, de normes journalistiques et de professionnalisme préoccupent certains critiques.
La téléphonie mobile et les appareils mobiles complets facilitent également l'activisme et le journalisme citoyen. Outre les efforts individuels, de grands médias comme CNN, Reuters et Yahoo tentent d'exploiter le pouvoir des journalistes citoyens.
La création de nouvelles mobiles a d'abord été alimentée par la popularité de la réception d'alertes textuelles, puis s'est considérablement accélérée lorsque les sociétés de téléphonie mobile ont adopté les médias sociaux, rendant la création de contenu facile et accessible.